# 여래불적도
여래불적도(如來佛蹟圖)은 전북특별자치도 전주시, 전북대학교에 있는 목판이다. 1977년 12월 31일 전라북도의 유형문화재 제79호로 지정되었다.

## 개요
석가여래유적도(釋迦如來遺蹟圖)는 목판에 새긴 것으로서, 그 크기는 가로 33cm, 세로 74cm, 두께 3.7cm이다. 전면에는 석가라는 문자는 없어지고, '여래불적도'라고 양각되어 있는데 그 크기는 길이 50cm, 넓이 17cm이다. 여기에는 열 네 개 무늬가 있는 부처님의 두 발바닥이 새겨져 있고, 그 아래에 기원하는 바를 적은 글이 기록되어 있다.
뒷면 아래에 조선 순조 12년(1812)에 제작된 것임을 밝히는 글자가 새겨져 있다. 여기에는 석가모니를 중심으로 오른쪽에 아미타불, 왼쪽에 미륵불 그리고 하단에 지장보살을 중심으로 지옥의 수 및 보살의 수가 정연하게 타원형을 이루며 자리잡고 있다.

## 참고 자료
- 여래불적도 - 국가유산청 국가유산포털